# 미사일 방어국
미사일 방어국(영어: Missile Defense Agency; MDA)은 다층으로 구성된 탄도 미사일 방어 체계의 연구개발, 운용을 책임을 지는 미국 국방부의 부서이다.

## 임무
미사일 방어국의 임무는 미사일 방어 시스템의 실전 배치를 위한 개발, 테스트, 준비를 하는 것이다. 미사일 방어 시스템은
1. 요격체
2. 지상, 해상, 공중, 우주에 위치한 센서
3. 전장 관리 명령 통제 시스템

위를 통합한다. 향후의 미사일 방어 시스템은 모든 종류와 사거리의 탄도미사일 위협에 대응할 수 있을 것이다.
미사일 방어국은 미사일 방어 시스템을 3가지로 분류한다:
- 초기발사단계 (boost phase)
- 중간비행단계 (mid-course phase)
- 종말 단계 (terminal phase)

이것은 적의 탄도미사일이 그러한 3가지 단계로 비행하며, 그 3단계별로 각각 요격한다는 것이다. 미사일 방어를 하는 데 있어서 단계별로 장단점이 있다. 그러므로 다층 방어를 통해 미사일 요격 능력을 전체적으로 향상할 수 있다.

## 단계별 방어

### 초기
- Kinetic Energy Interceptor (KEI)
- 항공기 레이저

### 중간
- 지상 발사형 중간단계 방어 (GMD: Ground-Based Midcourse Defense)
- 이지스 탄도미사일 방어체계
- 다탄두 요격체 (MKV: Multiple Kill Vehicle (원래는 소형 요격체(Miniature Kill Vehicle)였다.)

### 종말
- 사드 (THAAD; Terminal High Altitude Area Defense →종말단계 고고도 지역 방어)
- 패트리어트 (PAC-3)
- 애로우 (미사일), 미국 이스라엘 합작 개발 프로그램.
- MEADS (Medium Extended Air Defense System →중거리 연장형 대공 방어 시스템): 미국, 독일, 이탈리아 합작 개발 프로그램.

## 같이 보기
- 미국 전략 사령부
- 국가 미사일 방어